# Anatinae
Los anátinos (Anatinae) son una subfamilia de aves anseriformes de la familia Anatidae que corresponde principalmente a los patos, aunque no exclusivamente a estos. 

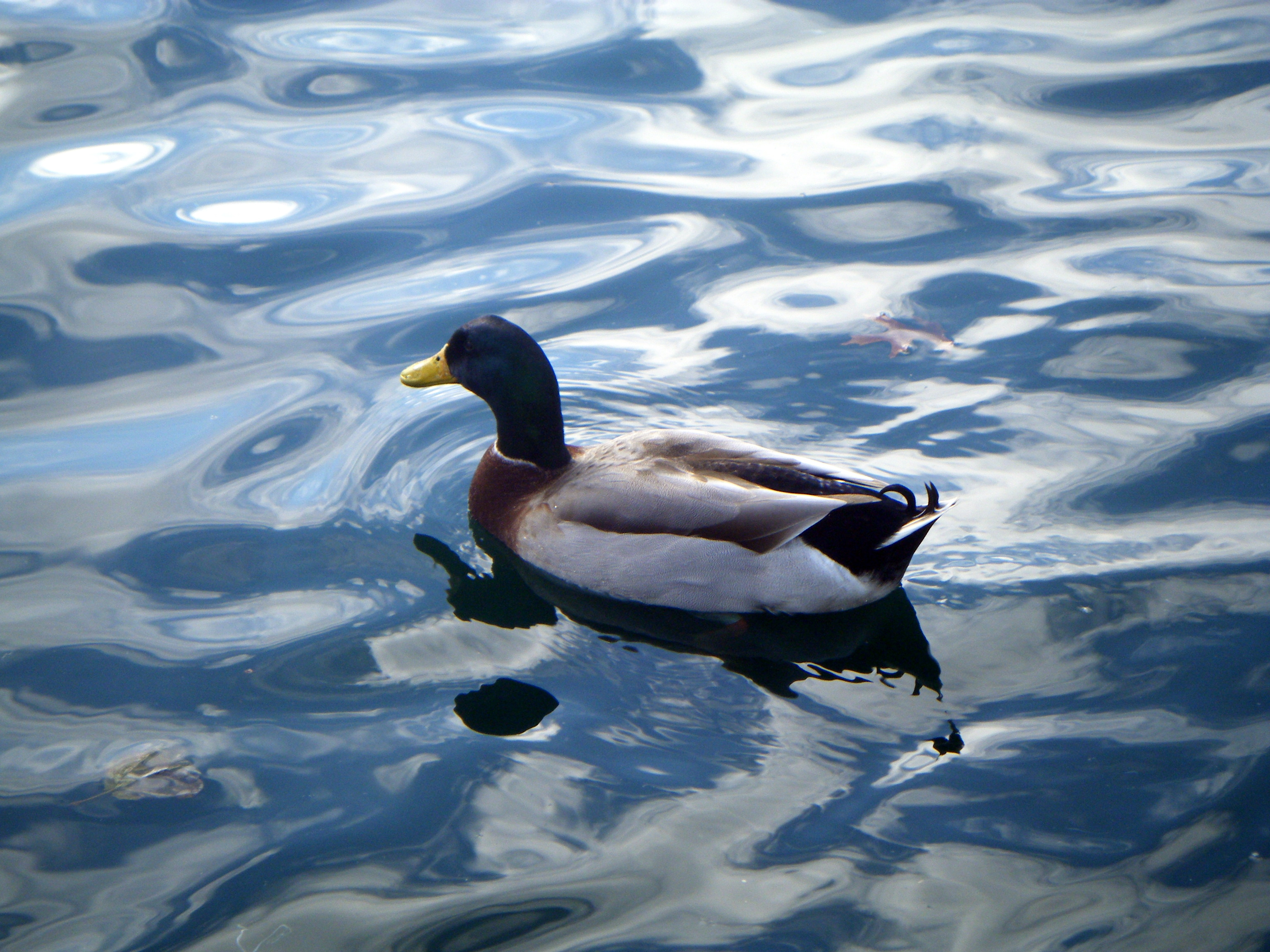
Un ánade real en un estanque en el condado de Orange (California).

La subfamilia Anatinae contiene tres grupos de patos:
- El grupo de los patos de superficie, de distribución mundial, que incluye ocho géneros y aproximadamente cincuenta y cinco especies.
- El grupo de los moa-nalos, que comprende tres géneros conocidos y cuatro especies conocidas, todas extintas. Se distribuyeron en el pasado en las islas hawaianas. De estos se derivaron los patos de superficie.
- El grupo de los patos zambullidores, de distribución mundial, que consta de tres géneros y dieciséis especies; el género Marmaronetta era anteriormente incluido en el grupo de los patos de superficie, pero se incluye aquí actualmente; así mismo, el análisis genético del pato cabecirrosa (Netta caryophyllacea) de India, probablemente extinto y previamente tratado separadamente como del género Rhodonessa, ha demostrado que su clasificación en el género Netta es correcta.

## Taxonomía
La subfamilia de los anatinos comprende los siguientes géneros:
- Aix - pato mandarín y pato joyuyo
- Amazonetta
- Anas
- Asarcornis
- Aythya
- Cairina
- Callonetta
- Chenonetta
- Malacorhynchus
- Marmaronetta
- Mioquerquedula[2] †
- Netta
- Nettapus
- Pteronetta
- Rhodonessa †
- Speculanas

Además, a veces se incluyen los siguientes nueve géneros, que con frecuencia son considerados más bien como miembros de la subfamilia Merginae:
- Bucephala
- Camptorhynchus †
- Clangula
- Histrionicus
- Lophodytes
- Melanitta
- Mergellus
- Mergus
- Somateria